# Nicolas Irénée Ruinart
Nicolas Irénée Ruinart (né en 1697 à Reims - décédé en 1769 à Reims), est un drapier, fondateur de la première maison de champagne rémoise.

## Biographie
Nicolas Irénée Ruinart est baptisé à Reims le 4 avril 1697 en l'église Saint Michel. Membre de la famille Ruinart, ses parents sont Nicolas Ruinart (1652-1734), marchand de drap, bourgeois et juge consul de Reims, et Barbe Misson (1660-1714). Il épouse à Reims en l'église Saint Symphorien le 28 septembre 1728 Marie Saubinet, fille d'un ancien échevin de Reims, qui lui donne, entre autres enfants, Claude Ruinart de Brimont (1731-1798), écuyer, avocat, échevin de Reims et président de l’administration de l’Hôtel-Dieu, contrôleur des guerres, conseiller secrétaire du roi, seigneur de Brimont.
Nicolas Ruinart est le neveu de Dom Thierry Ruinart, qui lui a appris les secrets de la fabrication du vin de Champagne. À la mort de son oncle en 1709, Nicolas Ruinart veut prolonger son œuvre : le 1er septembre 1729, il fonde à Épernay la première maison de vin de champagne de la ville, la Maison Ruinart. Peu avant sa mort, il la cède à son fils Claude. Il meurt à Reims le 21 avril 1769.
Claude Ruinart transférera la maison de champagne à Reims.